# Neorhacodinae
Neorhacodinae ist eine sehr kleine Unterfamilie der Schlupfwespen, die nur drei Gattungen mit insgesamt sechs Arten umfasst und in der Palaearktis, Nearktis und Neotropis vorkommt. Nur zwei Arten sind in Europa nachgewiesen.

## Morphologie
Neorhacodinae sind ausgesprochen kleine Schlupfwespen, mit einer Körperlänge von ca. 1 bis 3 mm. Das Flügelgeäder ist stark reduziert, eine Areola (zentral Zelle im Vorderflügel) fehlt. Die Antennen haben meistens 13 Glieder (ausnahmsweise 12 oder 15). Der Hinterleib ist kräftig aber kurz, die Vorderflügel ragen darüber hinaus.

## Lebensweise
Die Neorhacodinae sind sicher wie alle Schlupfwespen Parasitoide. Es gibt lediglich genauere Informationen zu Neorhacodes enslini. Diese Art scheint sich endoparasitisch bei den Grabwespen der Gattung Spilomena zu entwickeln.
Über die Biologie der Gattungen Eremusa und Romaniella ist nichts bekannt.
Bemerkenswert ist, dass Eremura perepetshaenkoi sowohl in Zentralasien (Turkmenistan) als auch in Monegros in Spanien vorkommt, aber sonst nirgends gefunden wurde (sogenannte disjunkte Verbreitung). Die Art kommt jeweils in ungestörten Halbwüstengebieten vor.

## Systematik
Zeitweise wurden die Neorhacodinae zu den Braconidae gestellt, aber inzwischen scheint klar zu sein, dass sie zu den Ichneumonidae gehören. Eine nähere Verwandtschaft zu den Tersilochinae innerhalb der Ophioniformes wurde diskutiert, ist aber nicht sicher.

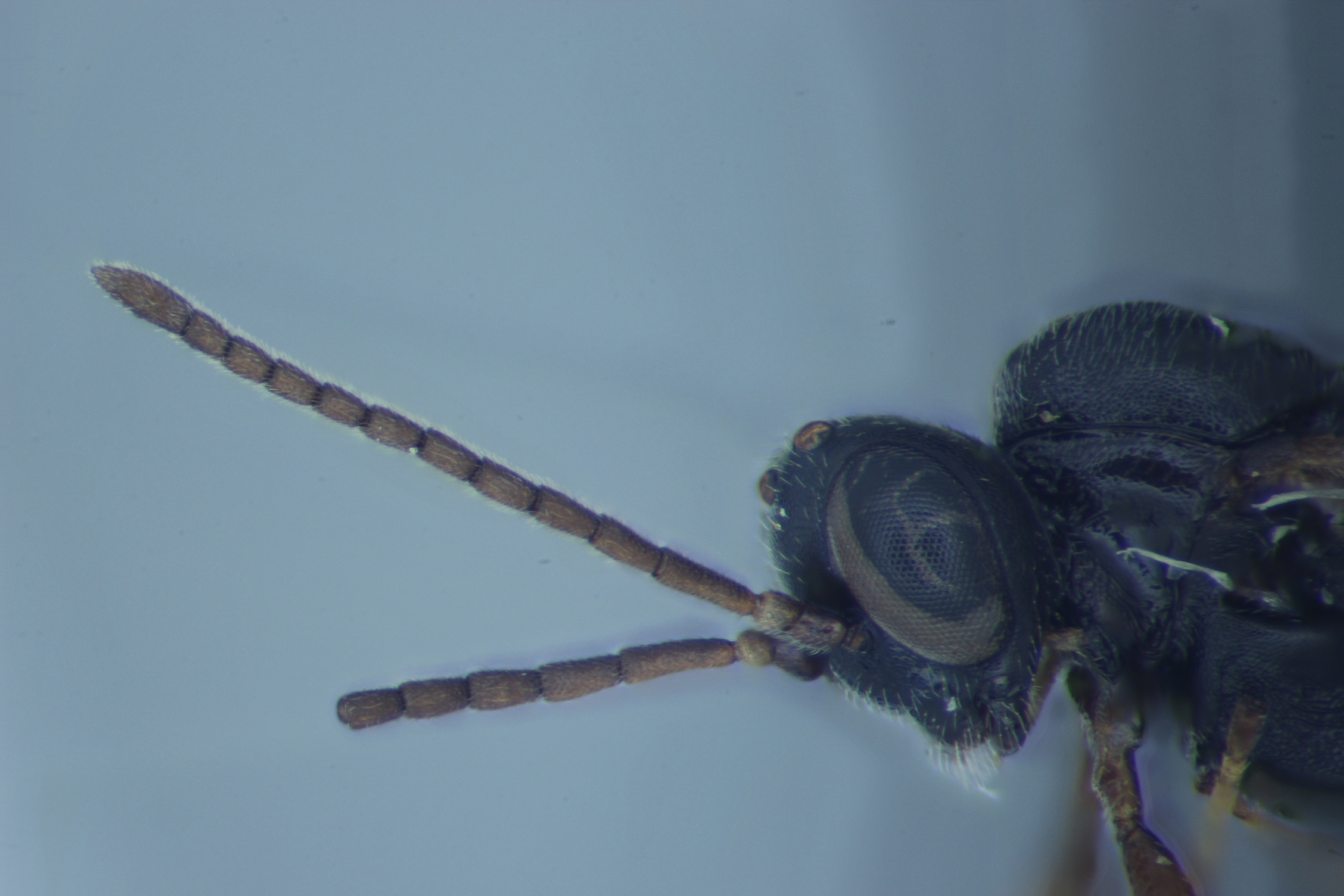
Neorhacodes enslini Kopf und Antenne (Natural History Museum Data Portal)

### Arten
Die Arten und ihre Verbreitung:
- Neorhacodes
  - N. brevicauda, USA (Arizona), Mexiko
  - N. enslini, Europa (auch D und A), Palaearktis
  - N. loncicauda, USA (Colorado)
- Eremura
  - E. perepetshaenkoi, Spanien und Turkmenistan
  - E. turcmenica, Turkmenistan
- Romaniella
  - R. exsulcata, Brasilien